# Beverly Hills Bordello
Pour les articles homonymes, voir Beverly Hills et Bordello.
Beverly Hills Bordello est une série télévisée américaine de films érotiques diffusée de 1996 à 1998 sur Showtime.

## Synopsis
L'action se déroule à Beverly Hills dans le comté de Los Angeles en Californie.

## Distribution
- Amy Lindsay
- Daneen Boone
- Elina Madison
- Gabriella Hall
- Kim Yates
- Kira Reed
- Lauren Hays
- Leslie Zemeckis
- Monique Parent
- Nicole Gian
- Nikki Fritz
- Shauna O'Brien

## Épisodes
1. Reunion
2. Inspiration
3. Wish List
4. All Night Long
5. The Lieutenant
6. The Assignment
7. The Boyfriend
8. Better Than the Couch
9. Drawing the Line
10. Teach Me
11. Forbidden Fruit
12. Silence is Golden
13. Use Your Imagination
14. Adultery—Cyber Style
15. Bachelor Party
16. Taboo
17. Exchange Program
18. Girlfriends
19. In the Clinche
20. Janet and the Professor
21. Love Lessons
22. Performance
23. Research
24. Role Play
25. Divine Inspiration
26. The Witness
27. Things Your Wife Won't Do